# Dinastija Romanov
Dinastija Romanov (rus. Рома́нов) je carska dinastija koja je vladala Rusijom od 1613. do rušenja monarhije 1917. u vrijeme Februarske revolucije. Po izumiranju dinastije Rjurikoviča, vlast je preuzeo ruski boljar Boris Godunov, nakon čije je smrti za cara izabran Mihajlo Fjodorovič Romanov, utemeljitelj nove carske dinastije.

## Podrijetlo i uspon na carsko prijestolje
Prvi poznati predak obitelji Romanov bio je Andrej Ivanovič Kobila, koji je u 14. stoljeću bio dvorjanik na dvoru moskovskih velikih knezova. Njegov potomak Roman Jurjevič, boljar na dvoru kneza Vasilija III. udao je 1547. godine svoju kćer Anastasiju za cara Ivana IV. Groznog (1547. – 1584.).
Romanov sin, Nikita Romanovič, bio je odgajatelj svoga malodobnog nećaka Fjodora Ivanoviča koji je umro 1598. godine kao posljednji izdanak Rjurikovića. Po carevoj smrti, izbile su borbe za prijestolje između istaknutog boljara Borisa Godunova i Romanova. Pobijedio je Godunov koji je svog protivnika, Fjodora Nikitiča Romanova poslao u manastir gdje se potonji zaredio pod imenom Filaret i kasnije postao patrijarh, a većinu ostalih članova obitelji protjerao je na sjever i dao ubiti.
Poslije smrti Borisa Godunova 1605. nastaju prijestolonasljedne borbe za kojih se smijenjuje više vladara. Godine 1613. je Zemski sobor, sabor ruskih boljara izabrao Fjodorova sina Mihajla Fjodoroviča († 1645.) za ruskog cara i tim činom je na rusko prijestolje zasjela nova dinastija Romanovih.

## Vladavina do 1761. godine
Mihajlov sin, Aleksej I. vodio je uspješan rat protiv Poljske (1654. – 1667.) za kojega je zadobio vlast nad cijelom Ukrajinom. Jedan od njegovih nasljednika, Petar I. Veliki (vladao 1682. – 1725.) slomio je moć velikaša, centralizirao državu izgradnjom apsolutističke monarhije i modernizirao zemlju. Vodio je brojne ratove kojima je znatno proširio teritorij Rusije, a 1703. osnovao je novu carsku prijestolnicu Sankt Peterburg. Veliku pažnju je posvećivao gospodarstvu i prosvjeti te je poticao trgovinu, razvijao promet i manufakture, dao osnivati laičke i vojne škole i rusku Akademiju znanosti (osnovana 1725.).
Premda je imao ukupno četrnaestoro djece, iz dva braka, nijedno ga dijete nije nadživjelo pa ga je naslijedila supruga, carica Katarina I. († 1727.). Nju je naslijedio Petar II., sin pogubljenog prijestolonasljednika Alekseja i Petrov unuk. Njegovom preranom smrću 1730. godine, dinastija Romanov je izumrla u muškoj lozi. Naslijedila ga je rođakinja Ana († 1740.), kći Ivana V. i nećakinja Petra Velikog, a nju tetka Elizabeta Petrovna, kći Petra Velikog, s kojom je 1761. obitelj izumrla i u ženskoj liniji.

## Holstein-Gottorp-Romanov
Godine 1761. pojavio se ponovno problem nasljeđivanja carskog prijestolja koji je razriješen tako što je kruna predana njenom nećaku Petru III., koji je po majci bio unuk Petra Velikog dok mu je otac bio iz danske obitelji knezova od Holstein-Gottorpa. Umro je već 1762. godine, a naslijedila ga je supruga Katarina von Anhalt-Zerbst, poznatija kao Katarina II. Velika (1762. – 1796.). koja je sudjelovala u tri diobe Poljske (1772., 1793. i 1795.) i stekla Bjelorusiju te velik dio Ukrajine i Litve, a uspješnim ratovima s Turskom ruski se teritorij proširio do Dnjestra, Crnog mora i Kubana.
Za vladavine njezina unuka Aleksandra I. Pavloviča (1801. – 1825.), Napoleon je izvršio invaziju na Rusiju, ali bez dugoročnog uspjeha. Poslije Napoleonova pada, Aleksandar I. je inicijator stvaranja Svete alijanse, udruženja u kojem su okosnicu činile Rusija i Austrija s ciljem provođenja reakcionarne i antirevolucionarne europske politike.
Nikola I. Pavlovič (1825. – 1855.) ugušio je pobunu dekabrista, tajnog revolucionarnog udruženja koje se zalagalo za liberalne reforme. Angažirao se na riješavanju Istočnog pitanja te je otvoreno podupirao ustanke balkanskih naroda protiv Osmanlija, a sudjelovao je i u gušenju mađarske revolucije. Njegov sin i nasljednik Aleksandar II. Nikolajevič pritisnut gospodarskom krizom i rastućim seljačkim nemirima, ukinuo je kmetstvo 1861. godine. Poginuo je u atentatu 1881. godine, a naslijedio ga je sin Aleksandar III. Aleksandrovič (1881. – 1894.) koji je uveo krajnje reakcionarni režim. Za vladavine njegova sina i nasljednika Nikole II. dolazi do porasta broja proleterijata i prvih štrajkova koji potresaju zemlju. Istodobno s razvojem industrije i kapitalizma, nastaje i ideologija marksizma kojoj pristupaju intelektualni slojevi i šire revolucionarna gibanja među osiromašenim širokim narodnim slojevima. Osim ekonomskih problema, na prilike u Rusiji utjecalo je i izbijanje rusko-japanskog rata, koji nakon ruskog poraza izaziva nezadovoljstvo među masama te 1905. izbija prva ruska revolucija (1905. – 1907.).

## Pad dinastije Romanov
Početkom 20. stoljeća, Rusiju potresaju veliki socijalni nemiri koji su snažno potresli vladajući politički i društveni sustav. Buržoazija traži liberalne reforme i pravo na učešće u vlasti, dok bolješevici traže revolucionarne promijene, oslanjajući se na široku nezadovoljstva u narodu. Car Nikola II. nije bio sposoban srediti prilike u zemlji, a zbog sinovog zdravlja, politika ga je sve manje zanimala.
Godine 1914. izbio je Prvi svjetski rat u koji se uključila i Rusija. Međutim, zbog dugotrajnog rata, slaba ruska ekonomija je kolabrirala, što je dovelo do vojne kapitulacije i izbijanja revolucije početkom 1917. godine koja je prisilila cara Nikolu II. na abdikaciju s carskog prijestolja. Vlast je preuzela Privremena vlada na čelu s Grigorijem Lavovim. U studenom iste godine, izbila je Oktobarska revolucija kojom su vlast preuzeli boljševici pod vodstvom Lenjina.
Kako bi se osigurali od možebitnog povratka cara na vlast, boljševici su 17. srpnja 1918. godine u Ekaterinburgu, streljali cara zajedno sa suprugom i svom djecom. Također, mjesec dana ranije likvidirali su i Nikolinog mlađeg brata Mihajla.
Nakon pada Sovjetskog Saveza, 1991. godine otkrivene su kosti cara Nikole, carice Aleksandre i tri kćeri nedaleko od Ekaterinburga i identificirane DNK testovima. Budući da tada nije bila pronađena jedna kći, kao ni sin Aleksej, probudile su se stare sumnje i nagađanja o mogućem preživljavanju nekih članova obitelji. Takve su priče već desetljećima izazivale kontroverze, osobito zbog pojedinaca koji su se s vremena na vrijeme pojavljivali u javnosti i prisvajali sebi identitet članova carske obitelji. Međutim, u ljeto 2007. istraživači su, u šumi u okolici Ekaterinburga, pronašli ostatke Alekseja i Marije koji su nedostajali pa je poslije obavljene DNK analize, u kojoj je sudjelovao i medicinski fakultet Sveučilišta u Massachusettsu (SAD), objavljeno da su pronađena tijela svih članova stradale carske obitelji.
Godine 2000. Ruska pravoslavna Crkva kanonizirala je pogubljene članove obitelji Romanov koji su sahranjeni u carskoj grobnici.

## Titule
Vladajući pripadnici dinastije Romanov nosili su sljedeće titule:
- careva Rusije (1613. – 1917.)
- velikih vojvoda Finske (1809. – 1917.)
- kraljeva Poljske (1815. – 1917.)

## Popis vladara iz dinastije Romanov

### Ruski carevi iz glavne loze
- Mihajlo I. Fjodorovič (1613. – 1645.)
- Aleksej I. Mihajlovič (1645. – 1676.)
- Fjodor III. Aleksejevič (1676. – 1682.)
- Petar I. Veliki (1682. – 1725.)
  - Ivan V. Aleksejevič (1682. – 1696.)
- Katarina I. (1725. – 1727.)
- Petar II. Aleksejevič (1727. – 1730.)
- Ana Ivanovna (1730. – 1740.)
- Ivan VI. Antonovič (1740. – 1741.)
- Elizabeta Petrovna (1741. – 1762.)

### Ruski carevi iz ženske linije Holstein-Gottorp-Romanov
- Petar III. Fjodorovič (1762.)
- Katarina II. Velika (1762. – 1796.)
- Pavao Petrovič (1797. – 1801.)
- Aleksandar I. Pavlovič (1801. – 1825.)
- Konstantin Pavlovič (1825.)
- Nikola I. Pavlovič (1825. – 1855.)
- Aleksandar II. Nikolajevič (1855. – 1881.)
- Aleksandar III. Aleksandrovič (1881. – 1894.)
- Nikola II. Aleksandrovič (1894. – 1917.)

## Pretendenti na krunu iz dinastije Romanov nakon 1917.
Nakon smrti Nikole II. i njegove obitelji, opstale su četiri grane dinastije Romanov (Aleksandroviči, Konstantinoviči, Mihajloviči i Nikolajeviči) koje potječu od potomaka cara Nikole I.
- Kiril Vladimirovič (1876-1938), sin velikog kneza Vladimira Aleksandroviča i unuk cara Aleksandra II. Poslije oktobarske revolucije 1917. i smaknuća cara Nikole II. i njegova brata Mihajla II., postao je starješina obitelji Romanov i preuzeo titulu ruskog cara.
- Vladimir Kirilovič (1917-1992), Kirilov sin i nasljednik na funkciji starješine dinastije. Titularni car Rusije (1938-1992).
- Nakon Vladimirove smrti 1992. nastao je sukob oko prava na nasljeđivanje carske krune i starješinstva u obitelji. Postoje dva pretendenta:

1. Marija Vladimirovna (r. 1953.), kći velikog kneza Vladimira i pretendent na starješinstvo u obitelji
2. Nikola Romanovič Romanov (r. 1922), sin Romana Petroviča iz grane Nikolajeviča (po Nikoli I.) i princeze Milice Petrović-Njegoš.